# 車運車

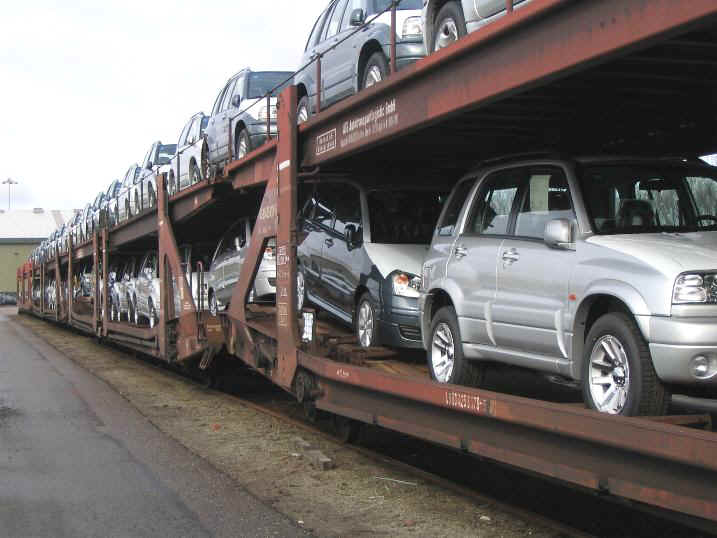
ヨーロッパの車運車

車運車（しゃうんしゃ、英語: Autorack）は貨車の一種で、自動車を輸送するものをさす。日本国有鉄道（国鉄）と日本貨物鉄道（JR貨物）における形式記号は「ク」で、車のクが由来とされる。

## 概要
自動車を鉄道で運ぶ時は、古くは無蓋車または有蓋車に積載して行うのが普通であった。しかし自動車の輸送が増加するにつれ、そうした方式では積み降ろしや固定に掛かる手間が問題となり、また空間の利用効率の点でも問題となった。この問題を解決するために各国で自動車輸送専用の貨車が開発されることになった。これが車運車である。
車運車の利用目的としては、以下のようなものがある。
1. 新車の自動車をメーカーの工場から輸出港やディーラーへ向けて輸送する。
2. カーフェリーのように一般の旅客が持ち込む自動車を遠隔地へ輸送する、カートレインの運行に利用する。
3. 貨物を積み込んだトラックやトレーラーをそのまま列車に積み込んで、貨物の積み替えの手間を省いて長距離輸送を行うピギーバック輸送に利用する。

目的に応じて様々な形式のものが開発されている。
北アメリカにおいてはピギーバック輸送以外のものでは、側面の覆いや屋根を取り付けて、妻面にドアまで取り付けた有蓋タイプのenclosed carと称する車両が普及している。これに対してヨーロッパでは無蓋タイプの車両が一般的で、特に車両を長くしてたくさんの自動車を積めるようにするために3軸連接車がドイツなどで多数使用されている。日本では、1960年代に一時大規模に車運車による完成車輸送が普及したが、諸般の事情から衰退し、1996年を最後に車運車による完成車輸送はない。ピギーバック輸送も2000年に打ち切られている。

## 構造

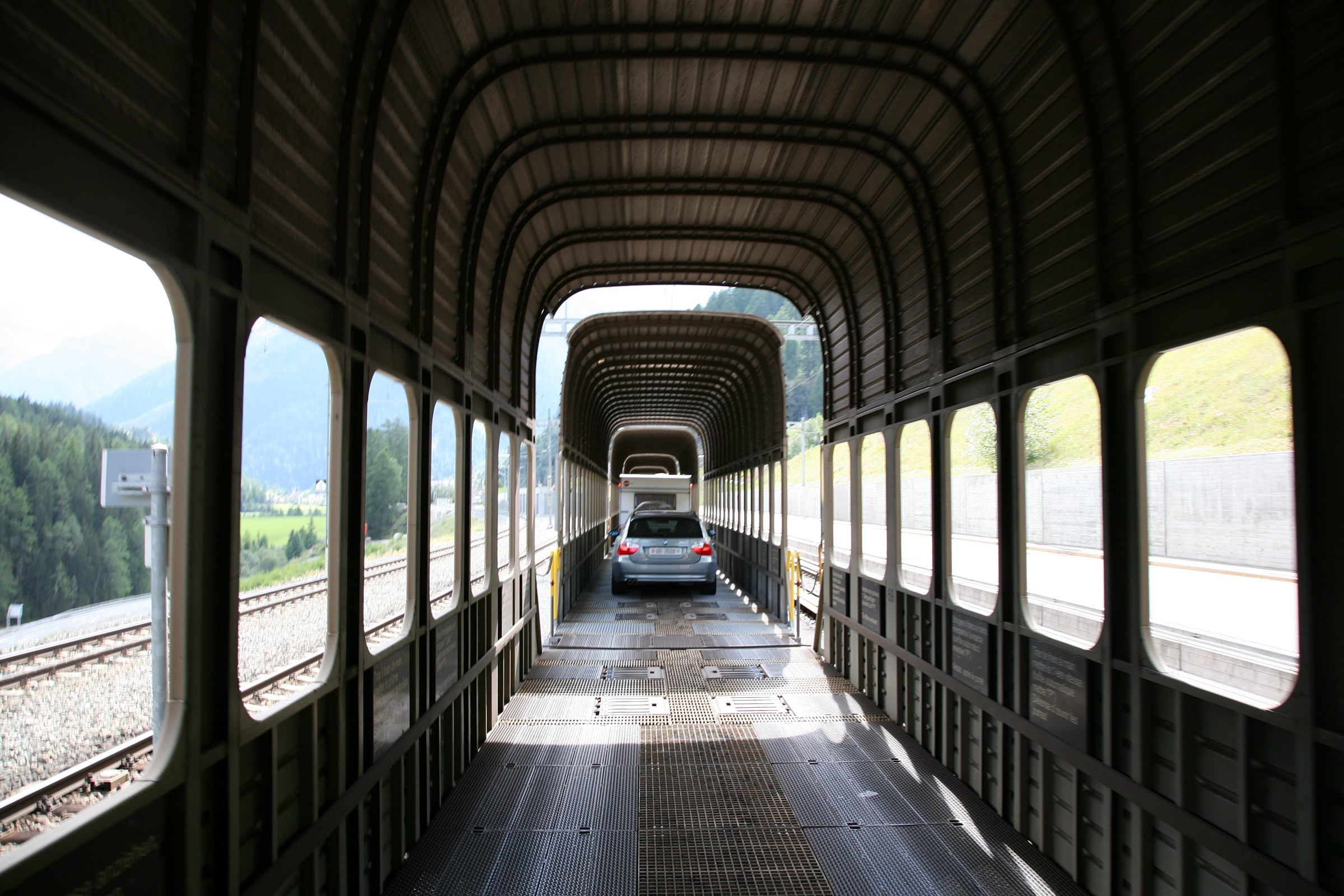
フェライナトンネルのカートレインに自動車を載せている様子

### 乗用車用
乗用車は当初は無蓋車や有蓋車に載せているだけであったが、空間の有効利用の観点から後には乗用車用の車運車については各国で2段積みのものが開発された。アメリカ合衆国では車両限界が大きいため、小型車専用で3段積みの車運車もある。
日本では、2段目に搭載する方法として車運車にエレベーターを内蔵したり、横向きに自動車を詰めて載せるためにターンテーブルを装備したり、様々な方法が初期に試作されたが、こうした方式では荷役が面倒でかつ車両が複雑化するため普及しなかった。世界的に最終的に普及した方式は、列車の一番端に斜路（ランプウェイ）を掛けておいて自動車が自走して列車に乗り込み、車両間の連結面に渡し板を掛けておいて列車上を自走で積載位置まで移動する方式である。2段に積むものでも、2段目同士での渡し板を掛けておいて車上を自走で移動する。

### トラック・トレーラー用
ピギーバック輸送用の車運車は、輸送対象のトラックやトレーラーが大型であるため2段積みになっておらず、普通の無蓋車とあまり変わらない車両に搭載する。特に大型の車両を搭載する場合には高さ方向の車両限界が問題となることがあり、貨車の車体を低床化するといった対策が採られる。荷役の方式は乗用車用とあまり変わりなく、端からランプウェイを使って乗車するのが一般的であるが、リーチスタッカーを使ってトレーラーを丸ごと持ち上げて積み込むものもある。

## 歴史

### 日本

#### 初期の馬車輸送車
明治時代から車運車と呼ばれる車両は存在していたが、普通の無蓋車とあまり変わるものではなかった。主に駐日外交官などが地方に旅行に出かける際に、自分の馬車を持っていくためのカートレインのような利用がされていた。
1915年（大正4年）に、大正天皇の即位の礼用に供された馬車を輸送するのを目的としてシワ115形が新製された。また同様に昭和天皇の即位の礼に際して1928年（昭和3年）にクム1形が製造されている。シワ115形の時点では、車運有蓋車として「シワ」の記号が割り当てられていたが、1928年の称号規定改正で車運有蓋車に対して「ク」が割り当てられている。シワ115形・クム1形は共に有蓋タイプで側面に引き戸があると共に、妻面（連結面）にも観音開きの扉がついていて馬車を出し入れできるようになっていた。即位の礼終了後に両形式ともに他形式へ改造されるが、「ク」の形式区分はそのまま存置された。

#### 新車輸送用車運車の登場

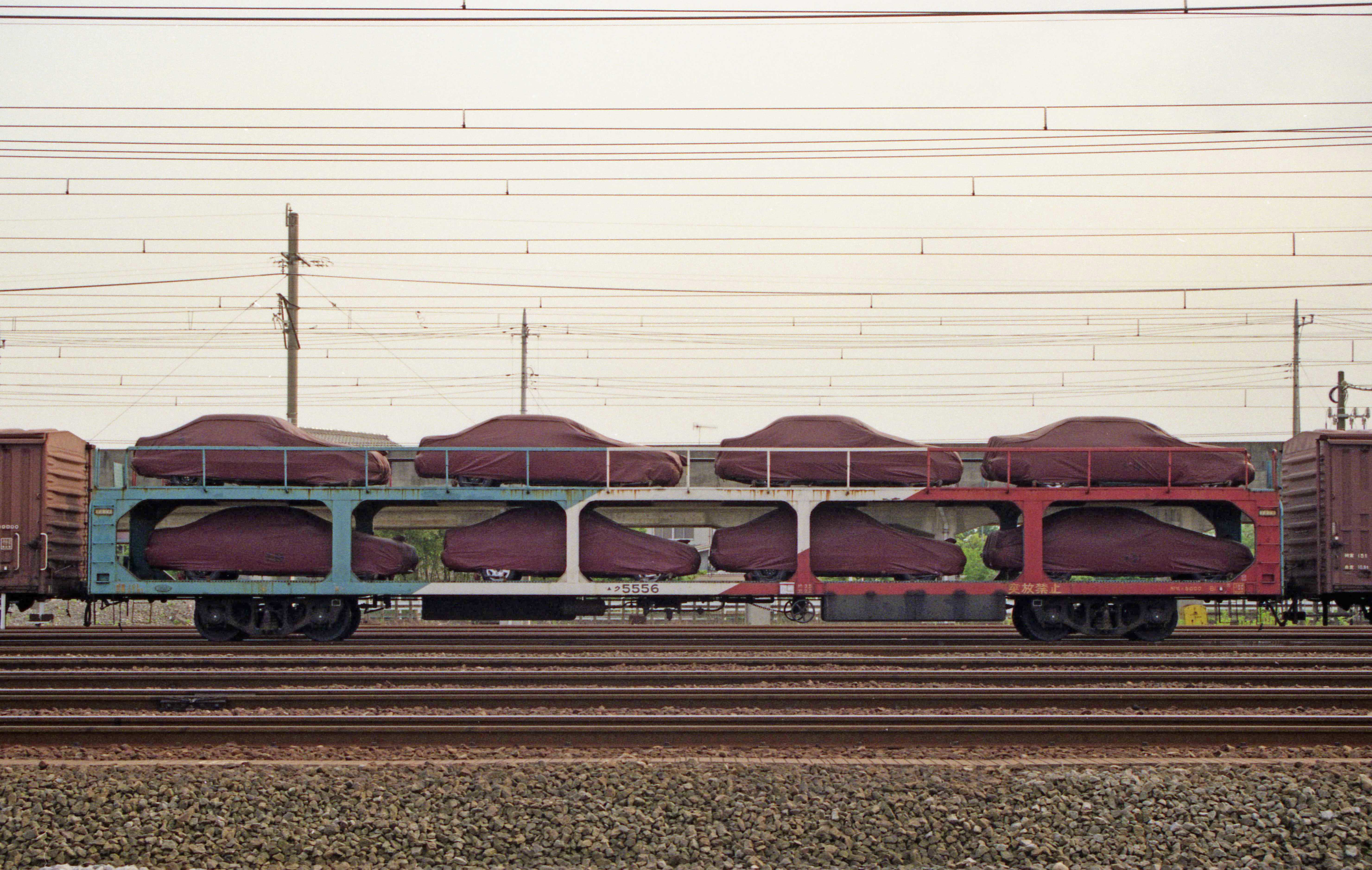
国鉄ク5000形ク5556

その後、1960年代に自動車メーカーからの新車輸送用として、無蓋タイプの車運車が再び新製された。前述の通り車運車の形式区分は存在したものの、新製当初は有蓋タイプのみを対象としていたため大物車（記号「シ」）に分類された。その後、1965年の称号規定改正で無蓋タイプの車運車の形式区分として「ク」を割り当て、従前の車運車も一斉に称号改正を行った。
なお最初のうちは、新車の貨車への積み下ろしは様々な方法が試みられた。一台ずつパレットに搭載・固定した後に、クレーンでパレットを積み下ろしする方式（シム1000形）、直接貨車に乗り入れて、全長の長い車はターンテーブルで水平方向に転回する方式（シム2000形）、直接貨車に乗り入れて上部へはターンテーブルとエレベーターで積み下ろしを行う方式（シム3000形）、キャリアカーの様に上段が上昇・降下して積み下ろしをする方式（ク300形）などである。しかし、どの方式にしても積み下ろしに手間がかかる上に、駅側で設備が必要になったり貨車の機構が複雑になったりという欠点があった。このため、1966年（昭和41年）に車運車の標準形式としてク5000形が登場、積み下ろしを行う駅に積み下ろし用のスロープ設備を常備して、自走で積み下ろしをする方式が採用された。
車運車が登場した頃は道路状況も悪く、鉄道輸送による需要があったものの、昭和40年代後半からの国鉄の相次ぐストライキによる信頼性の低下や貨物運賃の値上げの影響を受けて自動車メーカーが鉄道輸送から離れ、自動車専用船やキャリアカーを利用した輸送へ転移していった。1985年（昭和60年）3月で一旦ク5000形による自動車の鉄道輸送は全面的に打ち切られたが、1986年（昭和61年）5月から部分的に再開された。しかし最終的に1996年（平成8年）3月に車運車を利用した自動車の鉄道輸送は全廃された。
自動車はその大きさに比べて重量が小さく、重量を基本として運賃を定める国鉄の貨物運賃制度では掛かる経費に比べて収益が少なくなってしまうという問題があり、車運車については当初荷重を実荷重とは別に運賃計算用に適宜定めていた。このため、初期の車両は車体に表記されている荷重は実荷重よりかなり重いものとなっている。1966年（昭和41年）に「高圧タンク車等に積載された貨物の運賃計算トン数の特定」という国鉄公示が出され、車体表記とは無関係に運賃計算トン数が定められることになった。ク5000形の場合、実際の荷重は10トン程度であるが、運賃計算トン数は26トンである。

#### 日本のピギーバック輸送
国鉄末期からJR初期にかけては、モーダルシフトに対応したピギーバック輸送用の私有貨車も存在した。大型トラックについては車両限界の問題から、特殊な低床貨車、または荷箱のみを鉄道輸送するスライドバンシステムの開発が必要であった上に、それでも積み荷などに制限を受けてしまう問題があって実用化されなかった。小型の3トントラックや石油輸送タンクローリーのピギーバック輸送はバブル景気の時期にトラック運転手の採用難や高速道路の渋滞問題などから実用化されたが、バブル崩壊後の景気後退とともに鉄道輸送のコストメリットが失われ、2000年（平成12年）に打ち切られた。

#### コンテナによる自動車輸送
最終的にJRではコンテナを使用した自動車輸送に転換されている。はじめに採用されたシステムは特殊構造のコンテナ貨車にウィングタイプの車運コンテナを積載した「カーラック」というものであったが、貨車の構造が特殊であるためにメンテナンスの手間も費用もかさんでいたことなどを理由に使用が中止され、JR貨物で汎用されているコキ100系貨車に、上下2段からなる20 ftタイプのコンテナ「カーパック」を積載した自動車輸送が採用されている。「カーラック」に比較して運用効率面では劣るが、特殊構造の貨車を使用しなくてもよいということで好評である。このコキ100系貨車と「カーパックコンテナ」を使用した輸送は、東北本線の宇都宮貨物ターミナル駅（栃木県）と神奈川臨海鉄道本牧線の横浜本牧駅（神奈川県）の間でカーキャリアの足りない時期に限定して行われており、横浜港から輸出する日産自動車の高級自動車を輸送している。
また、ダイハツ自動車と三菱自動車は12フィートコンテナを利用して軽自動車を輸送している。

#### 日本のカートレイン
カートレインの目的では、国鉄時代とJRになってからの一度ずつ、短期間ク5000形を利用したサービスが存在していたが、諸般の事情から普及しなかった。また一時期カートレインの愛称が付けられて運転されていた列車については、専用の車運車ではなく余剰となった有蓋車ワキ10000形を改造したものを使用して運行していた。

### 北アメリカ

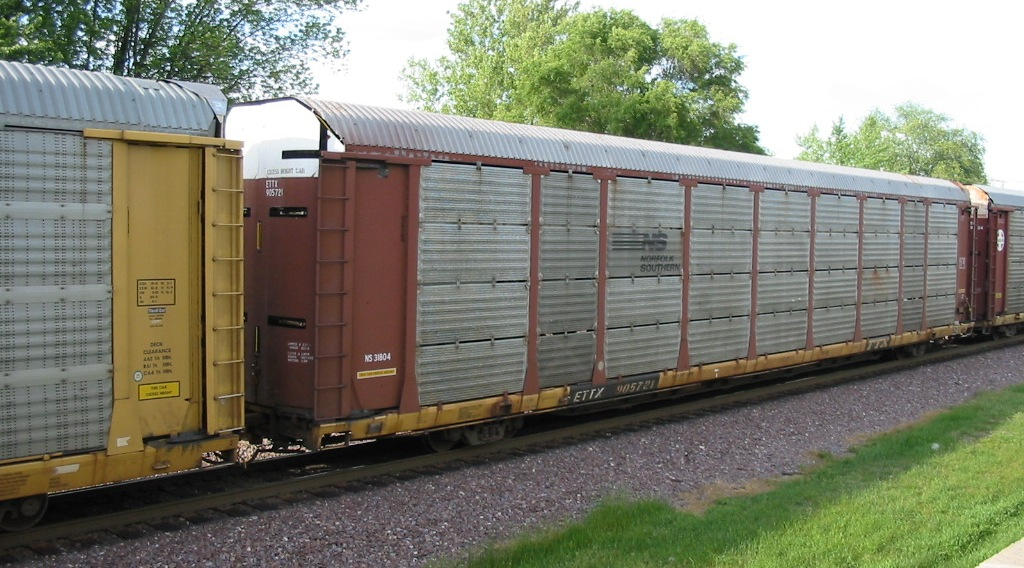
アメリカの車運車、写真の車両の黄色い台枠以下の部分はTTX社所有で、それより上の濃い赤と銀のラックの部分はノーフォーク・サザン鉄道が所有している

#### 初期の試行錯誤
北アメリカにおいても、自動車がまだ新しい技術であった20世紀初頭には、その生産量は通常の有蓋車で出荷できる程度のものでしかなく、通常2台から4台の自動車が1両の有蓋車に積載されていた。しかしながら自動車工業が発展するにつれて、有蓋車を改造してより効率的な積み下ろしができるようにする必要性がでてきた。改造点としては、より長い有蓋車にしたり、長い引き戸を車両の端の方に両側面に設けたり、あるいは妻面に扉を設けたりといったところがある。
これらの改良にもかかわらず、自動車の需要は鉄道側の出荷用車両を製造したり改造したりする能力を超えて伸びた。1923年、グランド・トランク・ウェスタン鉄道は61 フィート（約19 メートル）の長さの木造無蓋車に組み立て式のフレームを取り付けて2階建て輸送により輸送能力を拡大する実験を行った。この概念は完全なものではなく、承認は得られなかった。1940年代から1950年代には、車内のスペースをより有効に生かすために有蓋車の中で自動車の上に別な自動車を搭載できるような積み込み装備を実験した会社もあった。この種の装備はその特別な利用目的と専用のサイズのために限られた成功に留まった。有蓋車に車端からのみ搭載できるようなこうした設備を備えた車両群を維持することは不経済であることが証明された。

#### サーカス方式の採用
この頃アメリカ合衆国では、多くのサーカス団が鉄道で移動していた。サーカス団は自動車の輸送を多く行っており、彼らの所有する車両を無蓋車に積み込んで、自分たちの所有する客車の後ろにつないで、あるいは他の列車を仕立てて運行していた。彼らの自動車の搭載方式は、無蓋車にワイヤで固定するもので、貨車の一端に一時的なランプを設置し、貨車の間に渡し板を架け渡して、自動車は自走するか引っ張り上げられて搭載され、あるいは自走するか引き降ろされて列車から降ろされていた。こうした自動車の積み込み方式は「サーカス方式」として知られるようになった。
1960年代になると、多くの鉄道会社がサーカスの方式にヒントを得てこうした方式で自社の無蓋車に自動車を搭載するようになった。しかし1両の貨車に6台までの自動車を搭載したとしても、その上に使われない広大なスペースが残った。自然な解決法は、有蓋車に自動車を載せる時に使われていた一時的な組み立て設備を持ってきて無蓋車に取り付けることであった。この設備はラックと呼ばれ、自動車を搭載できる場所を2段造った。さらに完全なものとするために、両端に隣の車両に渡るための渡し板が設置され、積み降ろしに際して列車全長に渡って自動車が自走できるようにされた。このように無蓋車を設計することにより、有蓋車のラックに積み込み積み降ろすための特別な装備を用意する必要はなくなった。無蓋車に積載するために必要なのは適切な高さに設計されたランプのみである。

#### 専用車運車の発展

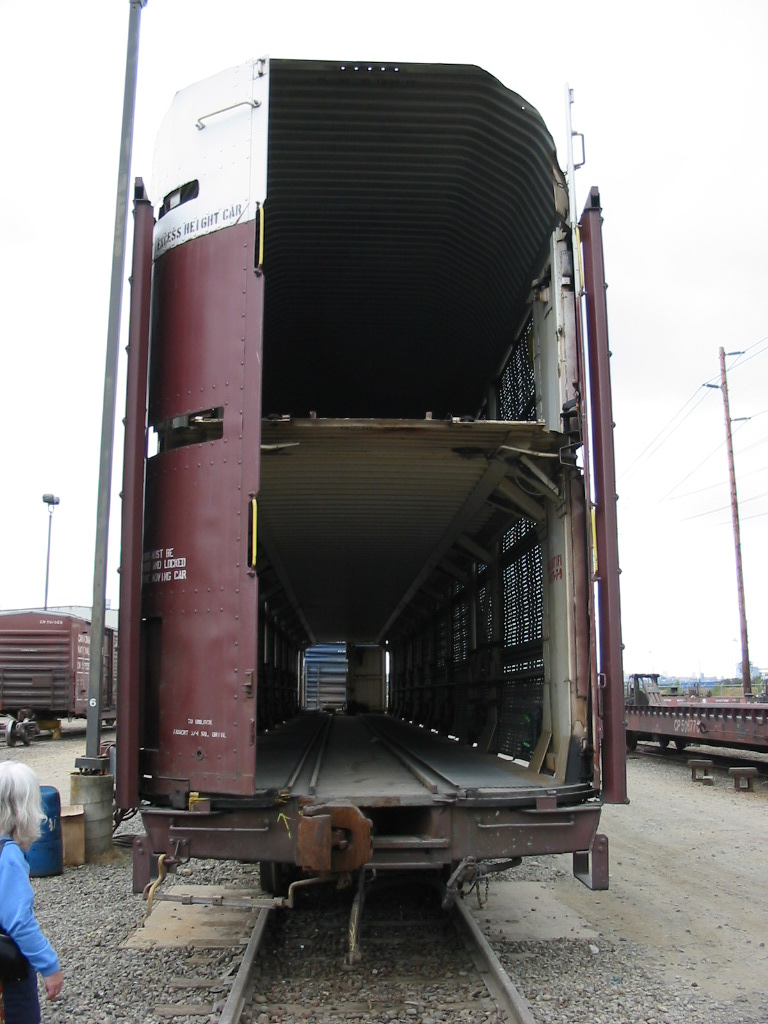
2段積み車運車の妻扉を開けた状態、修理中のもの

こうして1960年代頃から北アメリカでは専用に製造された車運車が鉄道による新車の自動車輸送に用いられるようになった。かつて用いられていた有蓋車に比べて、車運車は同じスペースでより多くの自動車を運び、積み込み・積み降ろしがより簡単であった。ニューヨーク・セントラル鉄道のアーサー・クルックシャンク (Arthur Crookshank) が1950年代後半に用いられた初期の車両を製造したとされている。また、1957年後半にカナディアン・ナショナル鉄道が導入した新しい発想の車運車は、2段積みで妻に扉を持っており、全長は75 フィート（23 メートル）で8台の自動車を輸送できた。この車両は大きな成功を収め、こんにちの覆い付き車運車の開発へとつながった。大きな車運車と専用のターミナルはノーフォーク・アンド・ウェスタン鉄道やその他の事業者によって開発された。
車運車は搭載能力を拡大するために80 フィート（24 メートル）前後まですぐに延長された。これにより当時の平均的な客車と同じ程度の長さとなった。これより長ければ、カーブなどにおける車両限界の問題から一般的な運行はできない。しかし鉄道はさらに進歩し、アメリカの鉄道において3段積みの車運車が登場するまでそれほど長くは掛からなかった。小型の自動車はたくさん積める3段積みの車運車に搭載する一方で、2段積みの車運車はライトバンやピックアップトラックなどを輸送するために用いられている。
残された問題は、車運車には飛んでくる破片類や天候からの保護がないことであった。1950年代のカナディアン・ナショナル鉄道が開発したような方法で、1970年代には他の北アメリカの鉄道会社も車運車をより洗練させた。車運車の側面に覆いが張られて自動車を衝撃から保護した。屋根は1980年代に入ってからほとんどの車運車に取り付けられ、1980年代後半になると妻面のドアが取り付けられた。こうした覆いなどは自動車の破損を防ぐだけではなく、人が輸送中の自動車に入り込んで列車で移動するといったことを防ぐためにも役に立っている。

#### トレーラー・トレイン社
1960年代に配備された車運車に鉄道会社は利点を見出したものの、ほとんどの北アメリカの鉄道会社はそうした専用の設備に投資することに乗り気ではなかった。ペンシルバニア鉄道とノーフォーク・アンド・ウェスタン鉄道によって1955年に設立されたトレーラー・トレイン社 (Trailer Train Company) はこうした投資の負担をいくらか緩和するために介入した。トレーラー・トレイン社が貨車の製造会社から無蓋車を購入し、車運車を運行しようとする鉄道会社はラックを購入してその上に取り付けた。こうした車両は線路脇から見ていても、下部の無蓋車部分にトレーラー・トレイン社の報告記号が記載されているのに対して上部のラックには鉄道会社のロゴが記載されていることから簡単に判別できる。
この枠組みはうまくいったので、アメリカで運行されるほとんど全ての車運車がこの形態となっていた。トレーラー・トレイン社は1991年にTTX社 (TTX Company) となった。それ以降は多くの鉄道会社は自社でラックを搭載する無蓋車を購入するようになり、TTXは他の種類の鉄道車両を購入しリースする業務へ変わった。覆い付きの車運車の開発は、他の革新的なサービスの誕生にも一役買った。

#### 新しい設計と現在の使用法

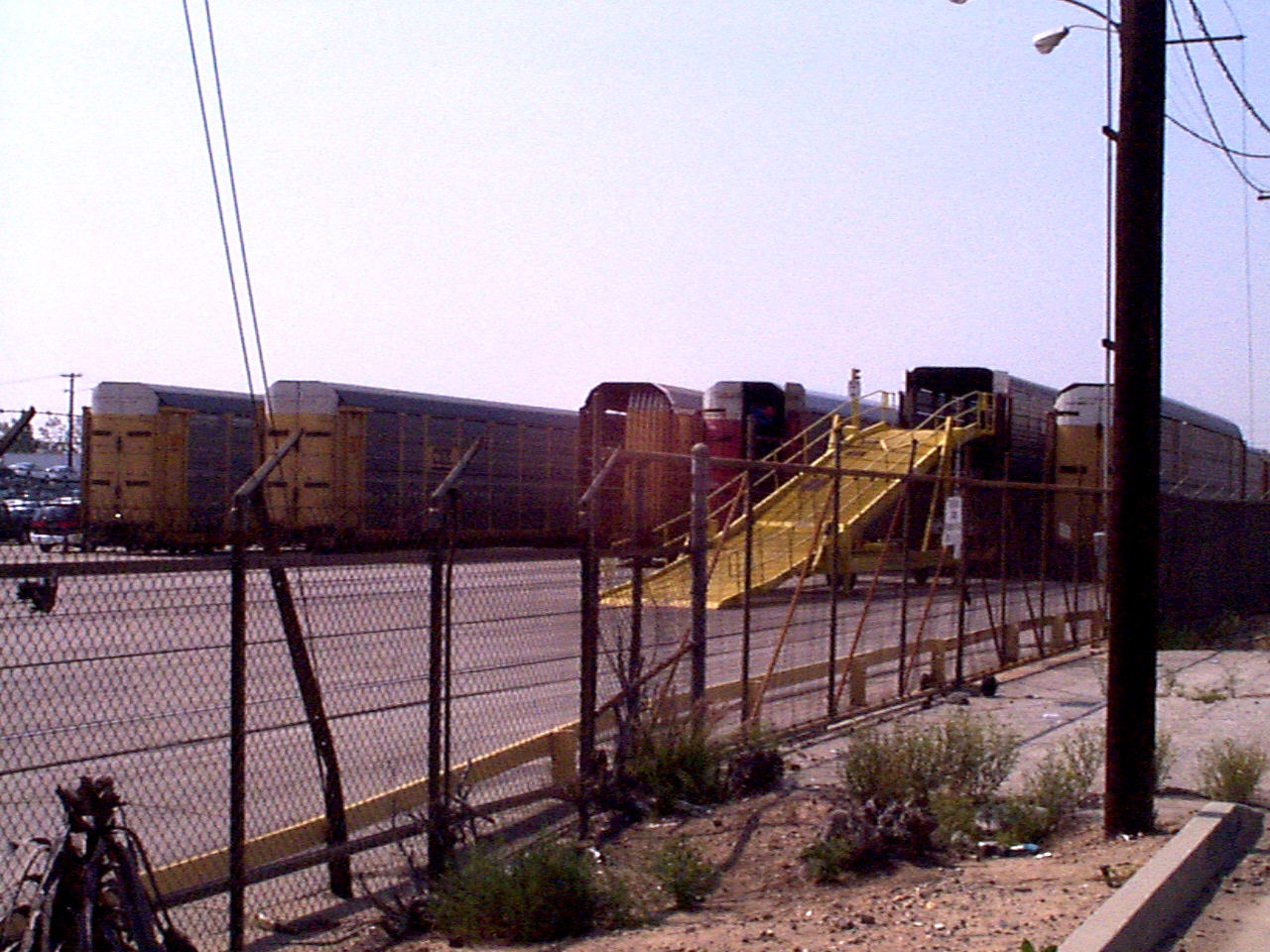
カリフォルニア州ロサンゼルスのBNSF鉄道の施設で自動車を降ろすために待機している車運車

こんにちの鉄道会社はなお、より多くの自動車、より大きな自動車を車運車に搭載するという問題に取り組んでいる。よく用いられる解決法としては、通常の長さの車運車と同じ長さの車体を連接台車によってつないで2倍の長さの連接車にするということである。こうした車両はアメリカの西部や、時には五大湖地方やカナダのオンタリオ州南部でもみられ、オートマックス (AutoMax) のブランド名が付けられている。ガンダーソン社 (Gunderson) によって製造されたこうした車両は全長145 フィート 4 インチ（44.3 メートル）、全高20 フィート2 インチ（6.15 メートル）で、内部のデッキを可変構造としていて、最大22台のピックアップトラックやミニバンを輸送できる。
鉄道は完成した自動車の長距離輸送者としては主要なものとなり、トラック輸送との競争に打ち勝つことができた数少ない分野である。覆いの付いた3段積み車運車を使うことにより、鉄道では低い輸送コストと輸送中の破損からの保護の両立が可能である。開放式のキャリアカーでは気候や輸送中の交通状況によって自動車に破損が発生することがある。鉄道会社が開放式の車運車から覆いつきに移行したことによって、貨物の傷みに関する苦情が減少した。覆いつき車運車は破損やいたずら、自動車そのものや部品の盗難から守り、浮浪者が住み着くことも防げる。

#### 最新の発展
2004年にカナディアン・ナショナル鉄道は1950年代と同様に再び車運車の技術の最前線に立ち、より軽い素材であるアルミニウムを使用した。ジョンズタウン・アメリカ社 (Johnstown America Corporation) によって2004年12月に製造開始された新しい車両は、Aluminum Vehicle Carrierの略でAVCのブランド名が付けられている。200両のアルミニウム製車運車が製造され、古い鋼鉄車両に比べてより振動が少なく、内部が広く、優れた妻扉部の保護があり、そしてさびることがない。カナダ太平洋鉄道もまたこの形式の新型車両を375両発注した。アムトラックのオートトレイン用に製造された新型車両は、カナディアン・ナショナル鉄道やカナダ太平洋鉄道向けのものと異なっており、3 インチ（76 ミリ）高さが低く、また穴あきの側パネルの代わりに穴のないパネルを使っている。この設計はよいものであるが、扉が取り付けられたヒンジに問題があることが分かっている。

### ドイツ

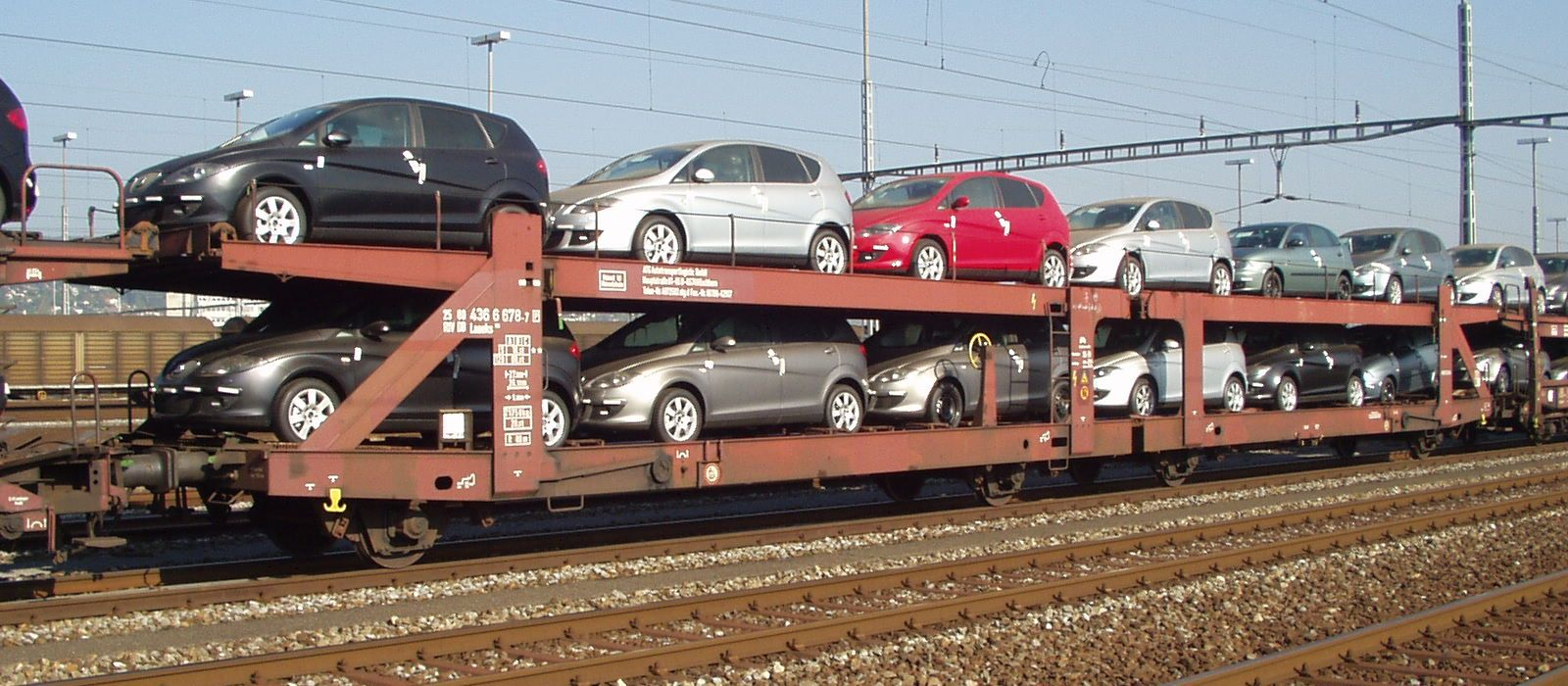
ドイツの自動車を満載した状態の車運車（2005年）

1950年代にドイツでは、フォルクスワーゲン・ビートルの生産がキャリアカーによる輸送能力を超えて増加していた。フォルクスワーゲンの技術者はドイツ連邦鉄道と共に、自動車輸送用のトレーラーを長くしたものを基本とする鉄道車両を設計した。彼らが考え出した設計では1両で10台の自動車を運ぶことができた。フォルクスワーゲンの2段積みの車運車は実質的に世界で最初のものである。